# SC Wacker Vienne
Maillots
Le SC Wacker Vienne est un club autrichien de football fondé en 1908 et qui fusionne avec l'Admira Wacker en 1971. Il remporte un titre de champion en 1947.

## Historique
Le Wacker Vienne est formé en 1908 dans le quartier viennois de Mödling. Le club atteint la Bundesliga au bout de cinq ans, lors de la saison 1914-1915. C'est une équipe de milieu de tableau jusqu'au milieu des années 1930 puis Wacker devient une des meilleures équipes du pays entre 1940 et 1950, réussissant le doublé Coupe-championnat en 1947 et terminant à la deuxième place à huit reprises entre 1940 et 1956.
La dernière décennie voit le club effectuer des aller-retours entre première et deuxième divisions, avec huit promotions ou relégations consécutives entre 1961 et 1968. La cinquième relégation, à l'issue de la saison 1971, associée à une mauvaise gestion financière conduit les dirigeants à fusionner le club avec le SK Admira Vienne.

## Palmarès
- Championnat d'Autriche :
  - Champion : 1947
  - Vice-champion : 1939, 1940, 1941, 1948, 1951, 1953, 1956

- Coupe d'Autriche :
  - Vainqueur : 1947
  - Finaliste : 1923

- Coupe Mitropa
  - Finaliste : 1951

## Grands joueurs
- Ignace Tax
- Wilhelm Hahnemann
- Gerhard Hanappi
- Franz Hanreiter
- Walter Horak
- Johann Horvath
- Anton Marek
- Karl Rappan
- Johann Urbanek
- Theodor Wagner
- Johann Walzhofer
- Karl Zischek
- Jenő Konrád (entraîneur)